# Oliver Lyttelton, 1. vikomt Chandos
Oliver Lyttelton, 1. vikomt Chandos (Oliver Lyttelton, 1st Viscount Chandos) (15. března 1893, Londýn, Anglie – 21. ledna 1972, Londýn, Anglie) byl britský konzervativní politik. Patřil ke staré šlechtické rodině, původně se věnoval podnikání, za druhé světové války byl v několika funkcích členem Churchillova koaličního kabinetu, později ministrem kolonií (1951–1954). V roce 1954 s titulem vikomta vstoupil do Sněmovny lordů, později obdržel Podvazkový řád, uplatnil se také jako spisovatel.

## Životopis
Pocházel ze starobylého rodu Lytteltonů, který užíval též jméno Lyttleton nebo Littleton. Narodil se v Londýně jako druhorozený syn ministra kolonií Alfreda Lytteltona (1857–1913) a jeho druhé manželky, aktivistky a spisovatelky Edith Balfourové (1865–1948). Studoval v Etonu a Cambridge, poté sloužil v armádě, za první světové války se seznámil s Winstonem Churchillem. V armádě dosáhl hodnosti podplukovníka, poté se věnoval podnikání, mimo jiné byl ředitelem společnosti Britisth Metal Corporation. Za Konzervativní stranu byl v roce 1940 zvolen do Dolní sněmovny (zastupoval město Aldershot s největší britskou vojenskou posádkou). Ve válečném koaličním kabinetu Winstona Churchilla byl prezidentem úřadu pro obchod (1940–1941), od roku 1940 byl též členem Tajné rady, poté zplnomocněným ministrem pro Střední Východ (1942), státním sekretářem pro válečnou výrobu (1942–1945). Po skončení druhé světové války byl krátce znovu ministrem obchodu a ministrem pro výrobu (květen až červenec 1945). V druhé Churchillově vládě byl kandidátem na post ministra financí, ale kvůli svým aktivitám v obchodní sféře a možnému střetu zájmů do této funkce nebyl schválen a stal se ministrem kolonií (1951–1954; o půlstoletí dříve zastával tento úřad jeho otec). Z vlády odešel ještě před koncem funkčního období Churchillovy vlády v červenci 1954, téhož roku byl povýšen na vikomta a vstoupil do Sněmovny lordů. Poté se znovu věnoval podnikání a stál v čele Associated Electrical Industries. Od roku 1962 se angažoval ve vedení Národního divadla. V roce 1970 získal Podvazkový řád.
Jeho manželkou byla od roku 1920 Moira Osborne (1892–1976), dcera 10. vévody z Leedsu a mimo jiné švagrová královny Alžběty. Měli spolu čtyři děti, druhorozený syn Julian Lyttelton (1923–1944) padl za druhé světové války v Itálii. Současným představitelem rodu je vnuk Thomas Orlando Lyttelton, 3. vikomt Chandos (*1953).